# Досанг (станция)
Доса́нг — железнодорожная станция Астраханского региона Приволжской железной дороги. Открыта в 1907 году. Расположена в 15 километрах к северу от станции Аксарайская. Названа по посёлку Досанг Красноярского района, который станция разделяет надвое.

## Описание станции
Станция представляет собой 4 не электрифицированных пути, из которых два главных предназначены для прохода пассажирских и грузовых поездов. Крайний западный путь оборудован низкой пассажирской платформой. Третий путь предназначен для отстоя ремонтной техники, но используется редко. Четвёртый путь закрыт запрещающими знаками.
При открытии линии станция Досанг представляла собой разъезд на однопутной линии. В 1985 году на участке Кутум — Верхний Баскунчак был открыт второй путь, станция практически полностью утратила своё функциональное значение.

## Деятельность
Для защиты Астраханской железной дороги от наступающих песков в начале XX века была организована высадка растительности. В связи  с этим на станции создали большой лесопитомник площадью около 3 десятин вместе с поливными грядками. Уже к 1913 году лесопитомник давал до 1 миллиона саженцев засухоустойчивых деревьев в год.
В 1938 году на станции Досанг открыто противочумное отделение. 
Ранее останавливались только пассажирские поезда № 605/606 Астрахань — Волгоград (данный поезд отменён по состоянию на июнь 2014) и № 373 Баку — Тюмень (по состоянию на август 2021 год следует без остановки).
Ныне несколько раз в неделю следует пассажирский поезд № 301С/302С Волгоград — Грозный с непродолжительной остановкой 2 минуты. Регулярное сообщение пригородных поездов отсутствует.